# Lostock Gralam
Lostock Gralam is een civil parish in het bestuurlijke gebied Cheshire West and Chester, in het Engelse graafschap Cheshire met 2298 inwoners.